# Svartbäcksgatan

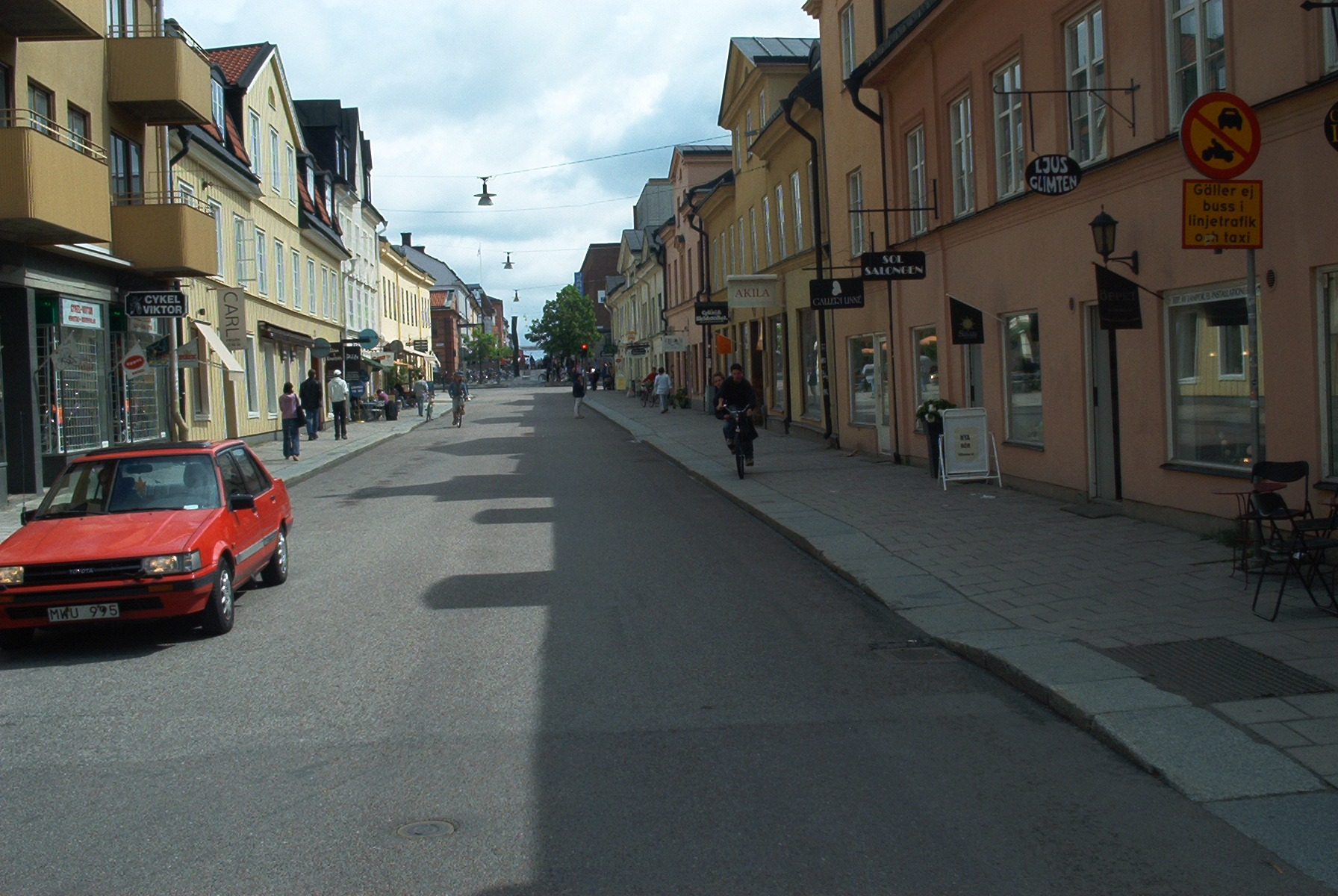
Svartbäcksgatan sedd mot sydost från korsningen med Sankt Johannesgatan, mellan Sankt Olofsgatan och Skolgatan. Svartbäcksgatans gågatu-del skymtar i bakgrunden.

Svartbäcksgatan i Uppsala utgör den norra infarten till staden. Gatan utgår från Stora torget och går mot nordväst genom innerstaden. 

## Sträckning
Svartbäcksgatan löper genom hela stadsdelen Svartbäcken från söder till norr. Den södra delen av Svartbäcksgatan är gågata från Stora torget till korsningen med Sankt Olofsgatan. Uppsalas stadsbibliotek ligger vid gågatan, och ett av stadens större köpcentrum ligger också där. Delen mellan Sankt Olofsgatan och Skolgatan kantas av äldre bebyggelse och är ett populärt café- och restaurangstråk. Här ligger Linnéträdgården. Vid Skolgatan viker Svartbäcksgatan av mot nordnordväst parallellt med Fyrisån och fortsätter i en nästan rät linje ända till Björklinge två mil norr om Uppsala, även om gatunamnet Svartbäcksgatan bara används fram till Bärbyleden i norra Uppsala. Av denna anledning finns en fri siktlinje mot Uppsala domkyrka längs hela gatans norra del. Mellan Luthagsesplanaden och Bärbyleden är gatan huvudsakligen fyrfältsväg med alléplanteringar, och norr därom anslöt E4 fram till dess en ny motorväg utanför Uppsala invigdes 2006.

## Historia
Gatan lades ut vid stadsregleringen 1643 med syftet att skapa en siktlinje norrifrån mot domkyrkan. Gatan hette då Stora Regeringsgatan..
Tidigare slutade Svartbäcksgatan i norr vid Skolgatan (tidigare Ladugatan och innan dess Bomgatan) där tulldiket avslutade Uppsala.
Under 1700-talet och början av 1800-talet dominerades Svartbäcksgatan av hantverksgårdar. I kvarteret Lindormen mellan Linnégatan och Skolgatan dominerade garverier och färgare som hade behov av Fyrisåns vatten. Bland övriga hantverkare märks sadelmakare, guldsmeder, tenngjutare, kopparslagare samt bagerier och bryggerier. Under senare hälften av 1800-talet började alltmer handelsfastigheter att ta över på Svartbäcksgatan.

## Kända platser och byggnader vid Svartbäcksgatan
Från söder till norr:
- Celsiustorget
- S:t Per-gallerian (7–11)
- Celsiushuset
- Uppsala stadsbibliotek (17)
- The Uppsala English Bookshop (19)
- Linneträdgården och Linnémuseet (27)
- Fyrisåns strand
- Eddaspången
- Polishuset (49)
- Planskild korsning med Dalabanan
- Budohuset (86)
- Torbjörnstorg